# ديفي مور (ملاكم مواليد 1933)
ديفي مور (بالإنجليزية: Davey Moore)‏ مواليد 01 نوفمبر 1933 في ليكسينغتون - الوفاة 25 مارس 1963، كان ملاكم أمريكي سابق صنّف ضمن فئة وزن الريشة.

## إحصائيات
خاض خلال مسيرته 68 نزالا، فاز في 59 وتعادل في 1 وخسر في 7. فاز بالضربة القاضية في 30 نزالا.

## روابط خارجية
- ديفي مور على موقع IMDb (الإنجليزية)
- ديفي مور على موقع بوكس ريك (الإنجليزية) (registration required)
- ديفي مور على موقع أوليمبيديا (الإنجليزية)